# 断裂
| ウィキペディアには「断裂」という見出しの百科事典記事はありません（タイトルに「断裂」を含むページの一覧/「断裂」で始まるページの一覧）。 代わりにウィクショナリーのページ「断裂」が役に立つかもしれません。 |